# ژان کلود لاریو
ژان کلود لاریو (فرانسوی: Jean-Claude Larrieu‎؛ زادهٔ ۲۳ سپتامبر ۱۹۴۶) بازیکن فوتبال اهل فرانسه بود.
از باشگاه‌هایی که در آن بازی کرده‌است می‌توان به باشگاه فوتبال کن اشاره کرد.
وی همچنین در تیم ملی فوتبال فرانسه بازی کرده‌است.